# Église Saint-Jean d'Orús
L’église Saint-Jean est l'église du village d'Orús, dans la commune de Yebra de Basa, en Aragon (province de Huesca). Construite au XIIe siècle dans le style roman, elle est tombée en ruines au milieu du XXe siècle, avant d'être restaurée à la fin des années 1970. Elle est dédiée à saint Jean-Baptiste.